# Кінзелька
Кінзе́лька (рос. Кинзелька) — село у складі Червоногвардійського району Оренбурзької області, Росія.

## Населення
Населення — 729 осіб (2010; 837 у 2002).
Національний склад (станом на 2002 рік):
- росіяни — 93 %